# Komu bije dzwon
Komu bije dzwon (For Whom the Bell Tolls) – powieść Ernesta Hemingwaya wydana w 1940 w Nowym Jorku przez wydawnictwo Charles Scribner’s Sons.
Obok opowiadania Stary człowiek i morze jest uważana za najważniejsze dzieło autora. Opowiada o oddziale partyzanckim walczącym po stronie republikanów podczas hiszpańskiej wojny domowej (1936–1939). Jest studium psychologicznym człowieka będącego świadkiem okrucieństw wojny.

## Geneza
Ernest Hemingway był dwukrotnie w Hiszpanii, podczas wojny domowej, jako korespondent. Bywał wśród żołnierzy brygad międzynarodowych. Poznał tam Karola Świerczewskiego, który został sportretowany w książce jako generał Golz.
Bywał także w Madrycie w hotelu „Gaylord”, gdzie mieściła się kwatera sił sowieckich. Poznani ludzie byli inspiracją do napisania powieści.
Tytuł książki został zaczerpnięty z fragmentu tekstu siedemnastowiecznego poety angielskiego
Johna Donna „Medytacja XVII”:

(…) Dlatego nigdy nie pytaj, komu bije dzwon; bije on tobie.

## Główne postacie
- Robert Jordan – ochotniczo przybyły amerykański profesor hiszpańskiego pochodzenia, saper
- Anselmo – przewodnik Roberta Jordana
- Pablo – dowódca oddziału partyzanckiego
- Rafael – Cygan, członek oddziału
- Maria – kochanka Roberta Jordana
- Pilar – kochanka Pabla
- Agustin – członek oddziału Pabla
- El Sordo – dowódca sąsiedniego oddziału partyzanckiego
- Fernando – członek oddziału Pabla
- Andres – członek oddziału, brat Eladia
- Eladio – członek oddziału, brat Andresa
- Primitivo – młody członek oddziału
- Joaquin – młody komunista, członek oddziału El Sorda

## Styl
Słownictwo w książce pełne jest hiszpańskich wyrazów i zwrotów oraz wulgaryzmów. Hemingway dzięki znajomości iberyjskiej płaszczyzny kulturowej, nadał jej wiarygodną formę.
Narracja w książce występuje w trzeciej osobie, jest ona prowadzona z punktu widzenia głównego bohatera, Roberta Jordana. W niektórych momentach jednak, gładko przechodzi np. w punkt widzenia frankistów, pokazując ich obecną sytuację bezstronnie.

## Opis fabuły
Robert Jordan przybywa do małego oddziału partyzanckiego działającego w górach za linią frontu. Generał Golz, planujący ofensywę, zleca mu wysadzić most nad przełęczą, w momencie początku ofensywy republikanów, w celu odcięcia drogi odwrotu frankistom. Przez trzy dni mieszka w grocie razem z oddziałem, poznając jego członków. Znajduje się wśród nich przyszła kochanka Roberta Jordana, Maria, wcześniej znaleziona w wysadzonym przez partyzantów pociągu. W oczekiwaniu na wykonanie zadania, Jordan wysłuchuje opowieści o licznych okrucieństwach obu stron konfliktu. W oddziale wielokrotnie kwestionowany jest sens walki. Pogłębia to konflikt osobowości, wszechobecna śmierć i niepewność wzmagana przez samoloty i ofensywne ruchy kawalerii frankistów. W nocy Pablo ucieka wraz z zapalnikami. Nad ranem poruszony sumieniem wraca, jednakże zapalniki zostały przez niego wrzucone do wąwozu. Widząc niekorzystny obrót sytuacji, główny bohater wysyła człowieka z krytycznym meldunkiem do generała Golza. Niestety machina wojenna została rozpędzona. Oddział rozpoczyna wykonywanie zadania. Zdobywają most, ponosząc straty przez brak odpowiednich zapalników, podczas wysadzania ginie kolejny członek oddziału. Gdy pozostali członkowie zaczynają się wycofywać, ich drogę odwrotu zaczyna ostrzeliwać wroga tankietka. Robert Jordan łamie nogę, nie jest w stanie dalej uciekać. Pomimo bólu wiecznego rozstania z wybranką, postanawia zostać, by nie opóźniać oddziału.

## Główne tematy
Śmierć – jest elementem towarzyszącym bohaterom przez cały czas. Partyzanci wydają się przekonani, iż niedługo zginą.
Robert z lekkością opowiada o korzyściach płynących z dobijania rannych na ich własne życzenie. Uważa, że jest to konieczność i sam mówi, że wybrałby taką drogę. Pokazuje to oswojenie się walczących ludzi z możliwym nagłym końcem własnego istnienia.
Wpływ ideologii – książka opisuje okrucieństwo ludzi, którzy dopuszczali się jego pod wpływem ideologii, np. opowieść Pilar o wybuchu rewolucji w jej miasteczku, gdzie dobrze znani sobie ludzie dzielą się na dwie strony. Doprowadza to do mordowania swoich sąsiadów przez pijany tłum rewolucjonistów, pałający żądzą zemsty.
Partyzanci wielokrotnie wspominają o swoich dylematach moralnych. Zauważają, iż przynależność do wojsk Republiki lub Franco często było dziełem przypadku. Dostrzegają w niektórych wrogach prostych ludzi, nie faszystów jak przyjęło się ich określać.
Rozważania o bycie ludzkim – zakamuflowane rozważania na ten temat pojawiają się np. przy walce czy podczas przeplatających się opowieściach o corridzie. Robert Jordan stwierdza, iż zabijanie ludzi nie różni się niczym od polowania. Stwierdza, że człowiek jest tylko celem w który trzeba trafić. Także w momencie rozmowy Roberta z Anselmem na temat polowania, podejmują temat podobieństw między ludźmi a zwierzętami.
Także, gdy na końcu powieści leży, czekając na śmierć, zastanawia się nad nią

Pomyśl o łyku chłodnej wody. Dobrze. To będzie właśnie takie. Jak łyk chłodnej wody. Kłamiesz. To będzie po prostu nicość.

## Kwestia zapowiedzi samobójstwa
Istnieje teoria o przepowiedzeniu samobójstwa przez Hemingwaya w powieści. Ojciec głównego bohatera, weteran wojny secesyjnej zabił się strzelając sobie w usta ze starego rewolweru. W rzeczywistości, w ten sposób zabił się ojciec Hemingwaya. W ostatnim rozdziale, główny bohater, gdy leży na ziemi ze złamaną nogą, myśli nad samobójstwem w celu uniknięcia schwytania przez wroga.

Nie chcę robić tego samego, co ojciec. Zrobię, jeżeli będzie trzeba, ale wolałbym nie musieć.

## Ekranizacja
- Komu bije dzwon — film z 1943 roku, reż. Sam Wood.

## Kultura masowa
- Książka stała się inspiracją dla muzyków Metalliki. Utwór zatytułowany „For Whom the Bell Tolls” znalazł się na drugim albumie zespołu Ride the Lightning.
- Również singiel Kultu poświęcony zmarłemu perkusiście nosi tytuł „Komu bije dzwon”.
- W grze Cyberpunk 2077 można znaleźć tę książkę.